# Zimmer (Automobilhersteller)

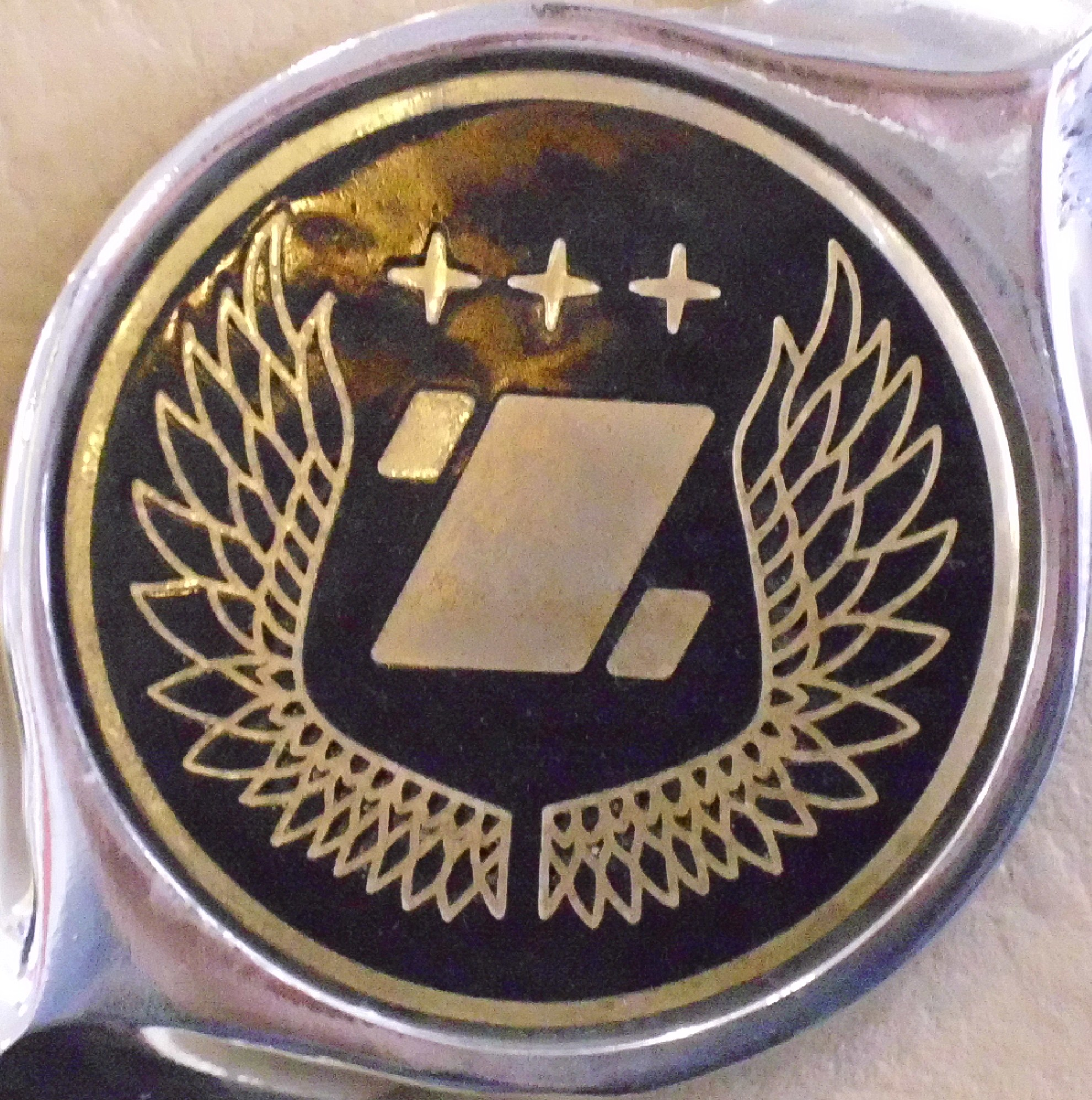
Emblem

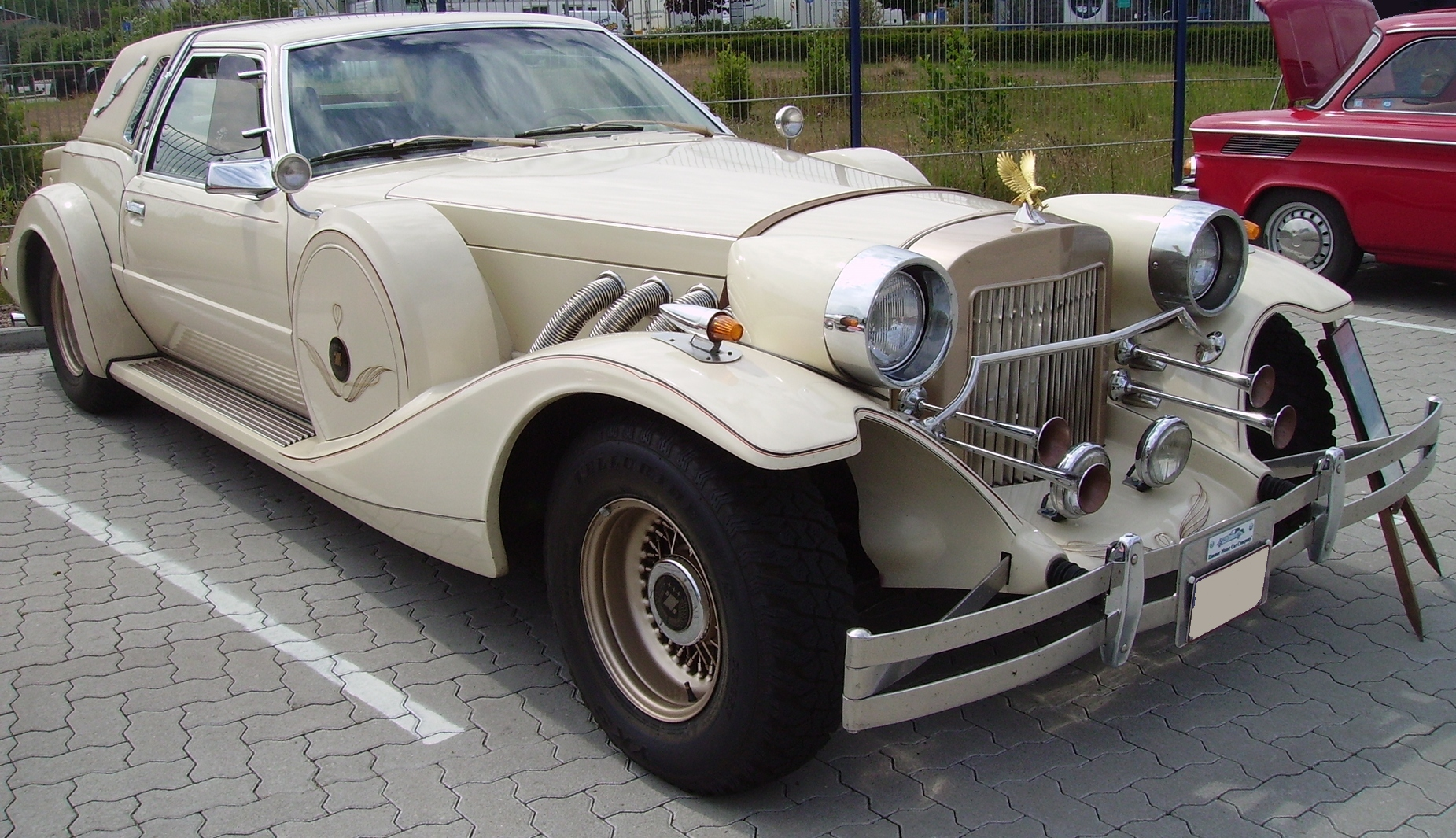
Zimmer Golden Spirit

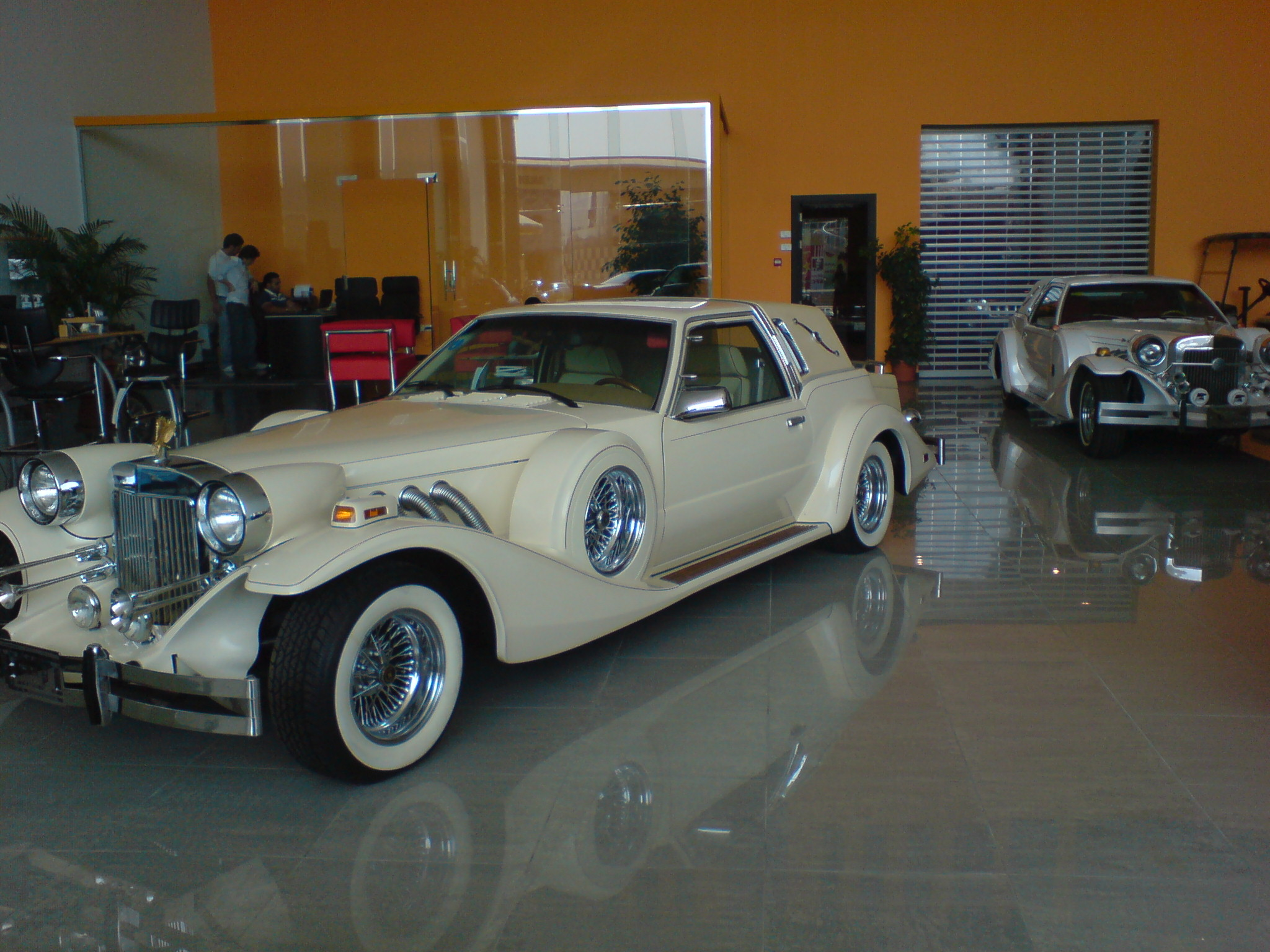
Ausstellungsraum in Dschidda, Saudi-Arabien

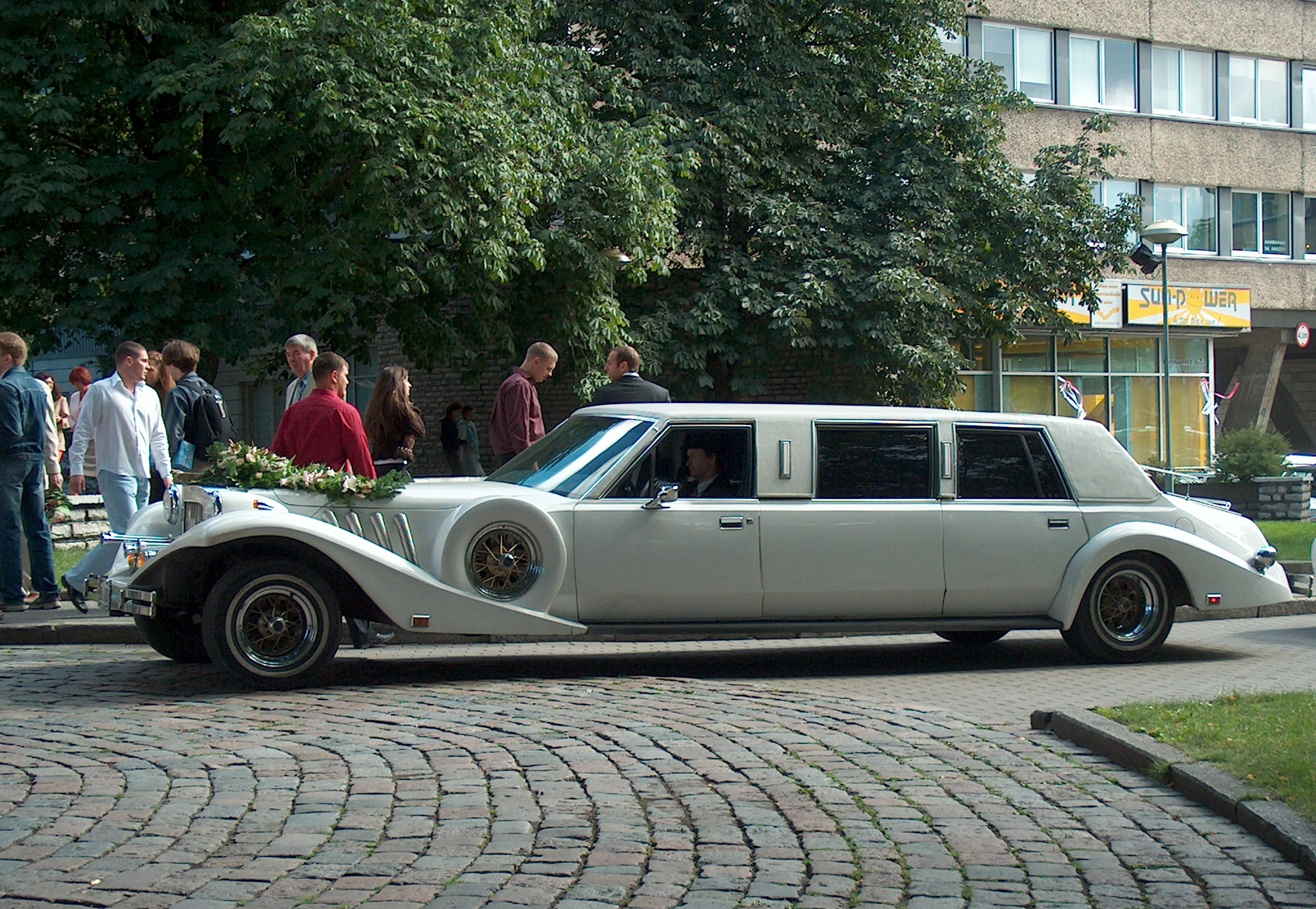
Eine Hochzeitslimousine von Zimmer

Zimmer war ein US-amerikanischer Neo-Classic-Autohersteller. Der Markenname lautete Zimmer.

## Geschichte
Paul H. Zimmer gründete am 26. März 1980 die Zimmer Motor Cars Corporation als familiengeführten Hersteller neoklassischer Automobile. Sitz war in Pompano Beach in Florida. Die Idee zum Bau solcher Fahrzeuge entstand während eines gemeinsamen Abendessens von Paul H. Zimmer und seinem Sohn Bob, an dem Paul einen Fahrzeugentwurf auf einer Serviette skizzierte der mit dem Golden Spirit umgesetzt wurde. Auf ihrem Höhepunkt in den 1980er Jahren erwirtschaftete das Unternehmen mit 175 Mitarbeitern einen Jahresumsatz von 25 Millionen US-Dollar und war hoch profitabel. 1988 verkaufte Bob Zimmer seine Anteile um ein Autohaus zu übernehmen. Kurz darauf zog sich sein Vater Paul Zimmer nach einem schweren Herzinfarkt aus dem Unternehmen zurück. Eine Gruppe Mitarbeiter und Vorstandsmitglieder versuchte den Betrieb weiterzuführen, jedoch gelang es nicht den Verlust der wichtigen Familienmitglieder zu kompensieren, so dass das Unternehmen in die Insolvenz geriet und damit auch die Muttergesellschaft Zimmer Corporation mit einem Jahresumsatz von 325 Millionen Dollar mit in den Konkurs zog.

### Neuanfang
Im September 1996 erfuhr der nicht mit der Gründerfamilie Zimmer verwandte Art Zimmer bei einem örtlichen Autohändler von der Automarke die seinen Nachnamen trug und kaufte den dort angebotenen Silver Spirit. Daraufhin gründete er den Zimmer Motor Car Club für die Besitzer von Zimmer-Autos, der im Jahr 2001 bereits 500 und 2006 über 700 Mitglieder zählte. Später erwarb er die Namensrechte Zimmer Motor Cars sowie verschiedene Materialien von der ehemaligen Zimmer Motorcars Corporation. Am 24. April 1997 gründete er die Art Zimmer Neo-Classic Motor Car Company Ltd. in Hamilton im Bundesstaat New York. Der Hersteller selber gibt die Firmierung Zimmer Motor Car Company und den Sitz Closter in New Jersey an. Die Produktionsanlagen des Unternehmens wurden in Cambridge, Maryland, eingerichtet und im Dezember 1998 wurde der erste neue Zimmer Golden Spirit fertiggestellt und ausgeliefert. In den Folgejahren produzierte das Unternehmen jährlich etwa 10 bis 20 Fahrzeuge. Am 15. Juni 2018 wurde das Unternehmen aufgelöst.

## Modelle
Zimmer fertigte im Wesentlichen zwei Modellreihen. Die Produktion erfolgte stets auf individuelle Bestellung und unter weitgehender Berücksichtigung der Ausstattungswünsche des Kunden, der somit ein auf ihn zugeschnittenes Luxusfahrzeug erhielt. Vertrieben wurden die Fahrzeuge über ein Händlernetz mit mehreren Filialen in den Vereinigten Staaten und auch außerhalb, beispielsweise in Saudi-Arabien.

### Golden Spirit
Der Golden Spirit war das Flaggschiff der Zimmer Motorcars Corporation. Das im Retrodesign der 1930er Jahre angelehnte Fahrzeug wurde von 1980 bis 1988 als Coupé und Limousine in mehr als 1.500 Exemplaren gebaut. Der zweitürige Golden Spirit basierte auf dem Chassis und Antriebsstrang des Ford Mustangs, dessen Rahmen auf den gewünschten Radstand verlängert wurde, auf dem die Karosserie aufgebaut wurde. Die viertürigen Modelle basierten auf dem Lincoln Town Car, ebenfalls aus dem Ford-Konzern. Die Fahrzeug-Identifizierungsnummern der Ursprungsfahrzeuge wurden beibehalten, da sie alle damals in den USA geforderten Sicherheitsmerkmale erfüllten. Beide Fahrzeuge hatten den Vorteil, dass sie in Ford- oder Lincoln-Mercury-Werkstätten mit Originalersatzteilen repariert und gewartet werden konnten.

### QuickSilver

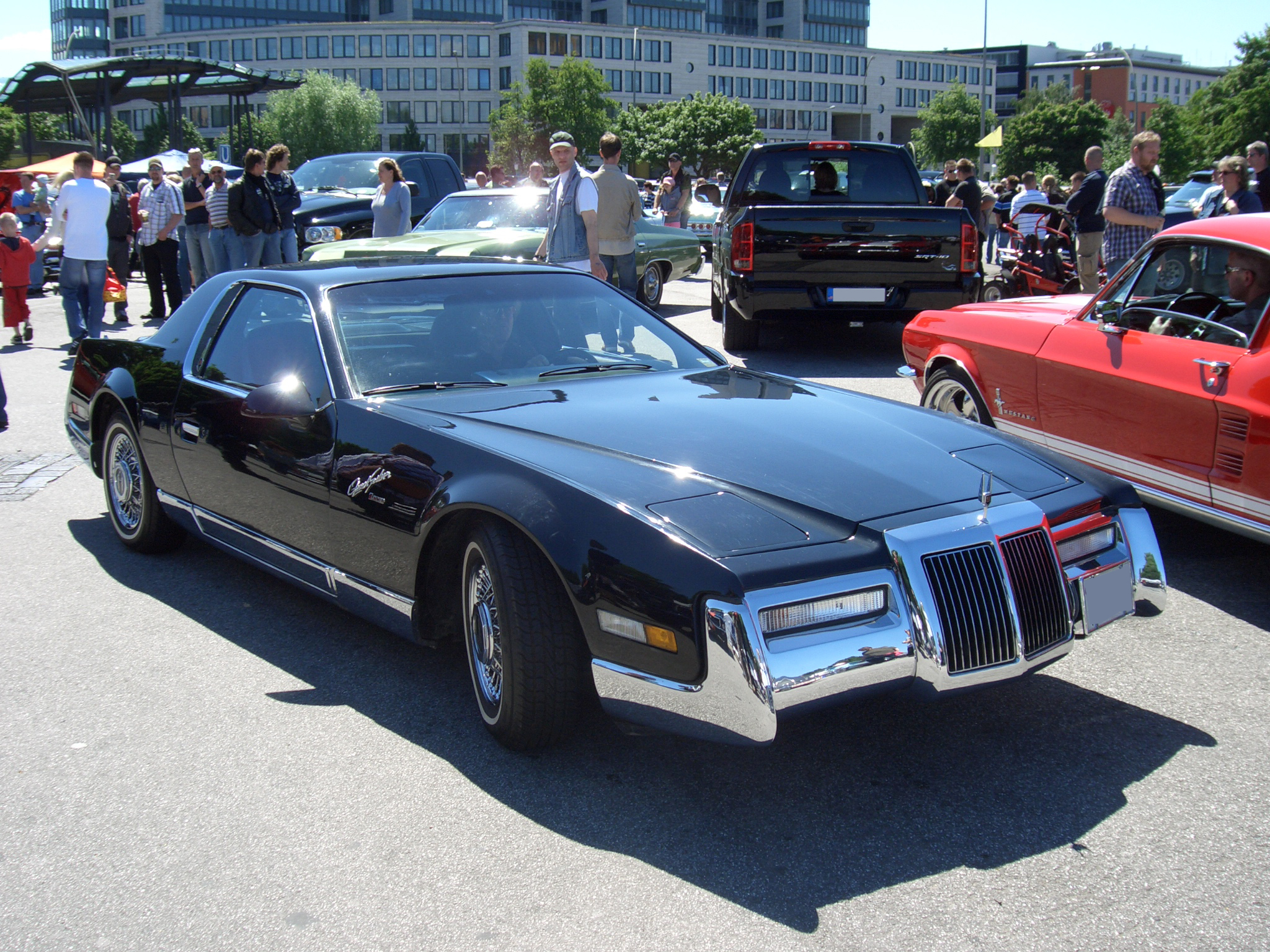
Zimmer QuickSilver

Das zweite Modell war der QuickSilver (Eigenschreibweise; deutsch: Quecksilber), ein Sportcoupé mit einem Mittelmotor, das zwischen 1984 und 1988 gebaut wurde. In den vier Jahren seiner Produktionszeit wurden etwa 170 Fahrzeuge zu Verkaufspreisen zwischen 48.000 bis 52.000 US-Dollar gebaut. Der QuickSilver basiert auf dem vor der A-Säule um 40 cm verlängerten Pontiac Fiero. Es ist im klassischen Design der späten 1970er und frühen 1980er Jahre gehalten mit einer betont langen Frontpartie, einem markanten Chrom-Kühlergrill und Klappscheinwerfern. Der Quicksilver hatte eine Länge von 4.795 mm, eine Breite von 1.800 und eine Höhe von 1.210 mm bei einem Radstand von 2.780 mm. Das Leergewicht lag bei 1.325 kg. Wie beim Pontiac Fiero bestand die Karosserie aus Glasfaserverstärktem Kunststoff. Das Fahrzeug sollte im Segment der Oberklasse bzw. der Personal Luxury Cars antreten, war im direkten Vergleich mit den Mitbewerbern jedoch für ein Sportcoupé mit seinem V6 Ottomotor mit 2,8 Litern Hubraum und nur etwa 140 PS (103 kW) und einem maximalen Drehmoment von 231 Nm deutlich untermotorisiert. Der über ein 3-Gang Automatikgetriebe über die Hinterräder angetriebene Wagen erreichte eine Höchstgeschwindigkeit von 195 km/h und eine Beschleunigung von 0 auf 60 mph (97 km/h) in 10 Sekunden. Unter der vorne angeschlagenen Haube des langen Vorbaues war der Kühler und ein zerklüfteter Kofferraum für kleines Reisegepäck untergebracht, ein weiteres Gepäckfach befand sich hinter dem Motor im Heck des Fahrzeugs. Die Innenausstattung bestand zu großen Teilen aus aufgewerteten Serienteilen des Fiero.

## Trivia
Prominente Besitzer eines Zimmer waren oder sind unter anderem Shaquille O’Neal, Hulk Hogan, Dean Martin, Frank Sinatra, Dolly Parton, Liberace, Willie Nelson, Sylvester Stallone, Jesse Ventura, Jackie Gleason, Matthew Broderick, Bill Monroe und Chuck Connors.